# Leander Dendoncker
Leander Dendoncker (Passendale, 15 april 1995) is een Belgische voetballer die doorgaans als middenvelder speelt. Hij werd deels opgeleid bij RSC Anderlecht en debuteerde daar tevens op het hoogste niveau. De Belg tekende in augustus 2025 een contract bij Real Oviedo, dat hem overnam van Aston Villa. Dendoncker debuteerde in 2015 in het Belgisch voetbalelftal. 

## Carrière

### Jeugd
Dendoncker groeide op in het West-Vlaamse Passendale en belandde op jonge leeftijd bij de jeugd van KSV Roeselare. Daar speelde de middenvelder zich in de kijker van RSC Anderlecht, Club Brugge, Standard Luik en KRC Genk. Dendoncker koos voor Anderlecht en werkte zich er snel op naar de A-kern. De jeugdspeler mocht tijdens de winterstop van het seizoen 2012/13 mee op stage met het team van trainer John van den Brom.

### RSC Anderlecht
Op 21 juli 2013 maakte de toen achttienjarige Dendoncker in de supercup tegen KRC Genk zijn officiële debuut. Hij mocht na 81 minuten invallen voor Dennis Praet. In diezelfde periode probeerde Club Brugge hem terug naar West-Vlaanderen te halen. Dendoncker ging niet op het aanbod in en verlengde in september 2013 zijn contract tot 2016. Op 1 augustus 2014 maakte hij tegen KV Oostende zijn competitiedebuut voor paars-wit. Van coach Besnik Hasi mocht hij toen enkele minuten voor affluiten invallen voor Aleksandar Mitrović. Op 17 augustus 2014 verzilverde Dendoncker zijn eerste basisplaats; tegen KVC Westerlo kreeg hij de voorkeur op Luka Milivojevic. In het seizoen 2016/17 speelde Dendonker alle competitiewedstrijden voor RSCA. Ook Europees speelde hij alles. Hij maakte thuis tegen Manchester United een doelpunt. Het seizoen dat daarop volgde, werd aangevat met Sofiane Hanni als kapitein. Toen hij vertrok aan de winter, werd Dendoncker de aanvoerder van Paars-Wit. Hij bleef tot midden augustus in RSC Anderlecht, daarna maakte hij de overstap naar de Engelse eersteklasser Wolverhampton Wanderers FC.

### Wolverhampton
Op 9 augustus 2018 maakte Leander Dendoncker de overstap naar Wolverhampton Wanderers voor een bedrag van € 1.000.000,- op huurbasis met een verplichte aankoopoptie van € 13.800.000,-. Deze werd reeds gelicht op 22 september 2018, hoewel hij tot 5 december 2018 moest wachten op zijn langverwachte Premier League-debuut – tegen Chelsea FC mocht hij toen in de 81e minuut invallen voor Raúl Jiménez. Hij mocht in de League Cup wel al aantreden voor Wolves: op 28 augustus speelde hij mee in de met 0-2 gewonnen partij tegen Sheffield Wednesday, op 25 september speelde hij ook mee in de derde ronde tegen Leicester City. Zijn eerste basisplaats in de competitie kreeg Dendoncker op 29 december tegen Tottenham Hotspurs. De middenvelder veroverde sindsdien een vaste stek op het middenveld van de Wolves, wat op 2 februari 2019 resulteerde in zijn eerste Premier League-goal (tegen Everton FC).

### Aston Villa
Dendoncker was bij Wolverhampton zijn plaats op het middenveld kwijt aan de nieuwe aanwinst Matheus Nunes. West Ham United en Aston Villa waren geïnteresseerd om de defensieve middenvelder over te nemen. Uiteindelijk koos Dendoncker voor de laatstgenoemde. Met de transfer zou ongeveer € 15.000.000,- gemoeid zijn. Hij debuteerde op 19 september 2022 onder toenmalig trainer Steven Gerrard in de gewonnen Premier League-thuiswedstrijd tegen Southampton FC. Hij mocht in minuut 67 van de bank komen en nam de plaats in van doelpuntenmaker Jacob Ramsey.
In zijn tweede seizoen kwam Dendoncker amper aan spelen toe. Eind januari stond de teller op amper 289 minuten, verdeeld over vijftien duels. Daarin wist hij één keer te scoren. In totaal stond hij slechts vijf keer in de basis, waarvan amper één keer in de Premier League. Om zijn plaats in de nationale ploeg niet te verliezen keek hij uit naar andere opties.

#### Verhuur aan SSC Napoli
In januari 2024 vertrok de middenvelder voor een half jaar op huurbasis naar de Zuid-Italiaanse eersteklasser SSC Napoli, dat ook een aankoopoptie van € 9.000.000,- bedong. Hij debuteerde met een korte invalbeurt tegen Lazio (0-0). Ook landgenoot Cyril Ngonge debuteerde in deze wedstrijd. De daaropvolgende wedstrijd tegen Hellas Verona mocht hij weer kort invallen. Na de trainerswissel van Walter Mazzarri door Francesco Calzona kwam Dendoncker niet meer in het stuk voor. In drie wedstrijden voor Napoli speelde hij slechts 21 minuten.

#### Terugkeer op huurbasis naar Anderlecht

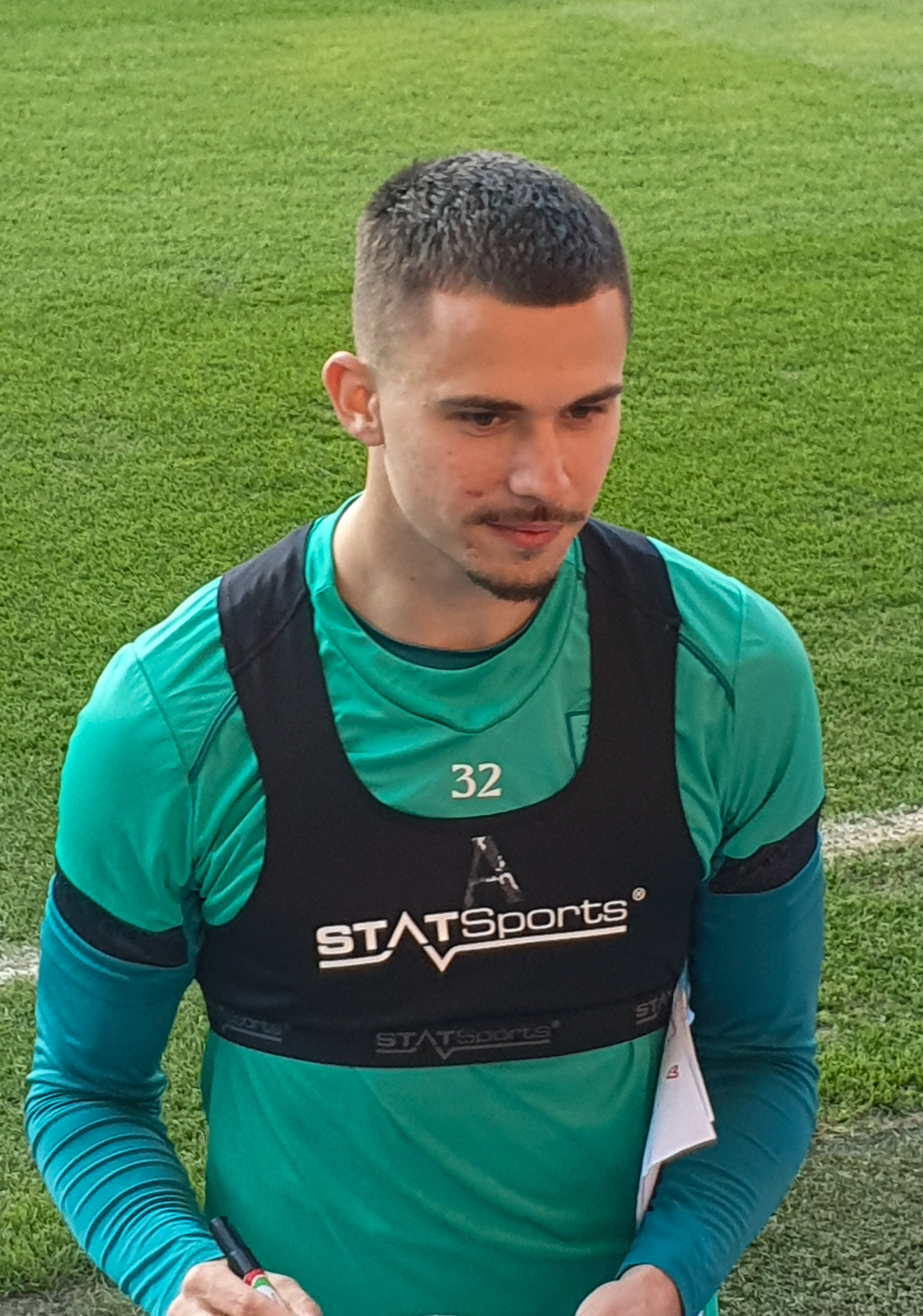
Dendoncker voor RSC Anderlecht in 2025

Eind augustus 2024 werd Dendoncker voor het seizoen 2024/25 op huurbasis uitgeleend aan RSC Anderlecht. De Brusselse club bedwong ook een aankoopoptie, maar lichtte die niet op het einde van het seizoen. Zijn terugkeer bij paars-wit werd als geen onverdeeld succes beschouwd. Hij keerde terug naar Aston Villa.

### Real Oviedo
Op 19 augustus 2025 werd Dendoncker getransfereerd naar Real Oviedo, promovendus in de Spaanse eerste klasse LaLiga. Hij tekende er een tweejarig contract tot 30 juni 2025.

## Clubstatistieken
| Seizoen     | Club            | Land              | Competitie         | Competitie | Competitie | Beker | Beker | Supercup | Supercup | Europees | Europees | Totaal | Totaal |
| Seizoen     | Club            | Land              | Competitie         | Wed.       | Dlp.       | Wed.  | Dlp.  | Wed.     | Dlp.     | Wed.     | Dlp.     | Wed.   | Dlp.   |
| ----------- | --------------- | ----------------- | ------------------ | ---------- | ---------- | ----- | ----- | -------- | -------- | -------- | -------- | ------ | ------ |
| 2013/14     | RSC Anderlecht  | Vlag van België   | Jupiler Pro League | 0          | 0          | 1     | 0     | 1        | 0        | 0        | 0        | 2      | 0      |
| 2014/15     | RSC Anderlecht  | Vlag van België   | Jupiler Pro League | 26         | 2          | 6     | 0     | 0        | 0        | 6        | 0        | 38     | 2      |
| 2015/16     | RSC Anderlecht  | Vlag van België   | Jupiler Pro League | 23         | 1          | 1     | 1     | —        | —        | 6        | 0        | 30     | 2      |
| 2016/17     | RSC Anderlecht  | Vlag van België   | Jupiler Pro League | 40         | 5          | 1     | 0     | —        | —        | 16       | 1        | 57     | 6      |
| 2017/18     | RSC Anderlecht  | Vlag van België   | Jupiler Pro League | 36         | 1          | 2     | 0     | 0        | 0        | 6        | 0        | 44     | 1      |
| Club Totaal | Club Totaal     | Club Totaal       | Club Totaal        | 125        | 9          | 11    | 1     | 1        | 0        | 34       | 1        | 171    | 11     |
| 2018/19     | → Wolverhampton | Vlag van Engeland | Premier League     | 19         | 2          | 7     | 0     | —        | —        | —        | —        | 26     | 2      |
| 2019/20     | Wolverhampton   | Vlag van Engeland | Premier League     | 38         | 4          | 2     | 0     | —        | —        | 17       | 2        | 57     | 6      |
| 2020/21     | Wolverhampton   | Vlag van Engeland | Premier League     | 27         | 1          | 4     | 0     | —        | —        | —        | —        | 31     | 1      |
| 2021/22     | Wolverhampton   | Vlag van Engeland | Premier League     | 30         | 2          | 2     | 0     | —        | —        | —        | —        | 32     | 2      |
| 2022/23     | Wolverhampton   | Vlag van Engeland | Premier League     | 4          | 0          | 0     | 0     | —        | —        | —        | —        | 4      | 0      |
| Club Totaal | Club Totaal     | Club Totaal       | Club Totaal        | 118        | 9          | 15    | 0     | 0        | 0        | 17       | 2        | 150    | 11     |
| 2022/23     | Aston Villa     | Vlag van Engeland | Premier League     | 20         | 0          | 1     | 0     | —        | —        | —        | —        | 21     | 0      |
| 2023/24     | Aston Villa     | Vlag van Engeland | Premier League     | 8          | 1          | 1     | 0     | —        | —        | 5        | 0        | 14     | 1      |
| Club Totaal | Club Totaal     | Club Totaal       | Club Totaal        | 28         | 1          | 2     | 0     | 0        | 0        | 5        | 0        | 35     | 1      |
| 2023/24     | → SSC Napoli    | Vlag van Italië   | Serie A            | 3          | 0          | 0     | 0     | 0        | 0        | 0        | 0        | 3      | 0      |
| Club Totaal | Club Totaal     | Club Totaal       | Club Totaal        | 3          | 0          | 0     | 0     | 0        | 0        | 0        | 0        | 3      | 0      |
| TOTAAL      | TOTAAL          | TOTAAL            | TOTAAL             | 212        | 16         | 24    | 1     | 1        | 0        | 51       | 3        | 288    | 20     |

Laatst bijgewerkt op 25 april 2021.

## Interlandcarrière
Op vrijdag 20 mei 2015 maakte bondscoach Marc Wilmots de selectie bekend voor interlands tegen Frankrijk en Wales. Dendoncker, die eerder al bij de nationale beloften mocht opdraven, werd voor het eerst geselecteerd. Hij mocht zich dus voor het eerst Rode Duivel noemen. Op 7 juni 2015 speelde hij tegen Frankrijk zijn eerste interland: in de 85e minuut viel hij in voor Jason Denayer. Zijn eerste basisplaats veroverde hij op 13 november in de WK kwalificatiematch tegen Estland. Hij stond centraal in de defensie. Tot nog toe verloor hij geen enkele interland met België. (23 zeges, 8 gelijke spelen)

#### WK 2018 Rusland
Dendoncker werd in 2018 opgenomen in de ruime voorselectie van Roberto Martínez voor het WK 2018. Uit de matrasgate (een polemiek waarbij de pers meende uit de namen op de matrassen voor de Rode Duivels op het WK te kunnen afleiden wie de vijf afvallers zouden zijn voor het WK) leek te blijken dat Dendoncker de uiteindelijke WK-selectie niet gehaald had. Echter op 4 juni 2018 raakte bekend dat Dendoncker meemocht naar Rusland. Dendoncker kwam enkel in actie in de derde groepswedstrijd tegen Engeland, waarin hij 90 minuten speelde.

#### EK 2020

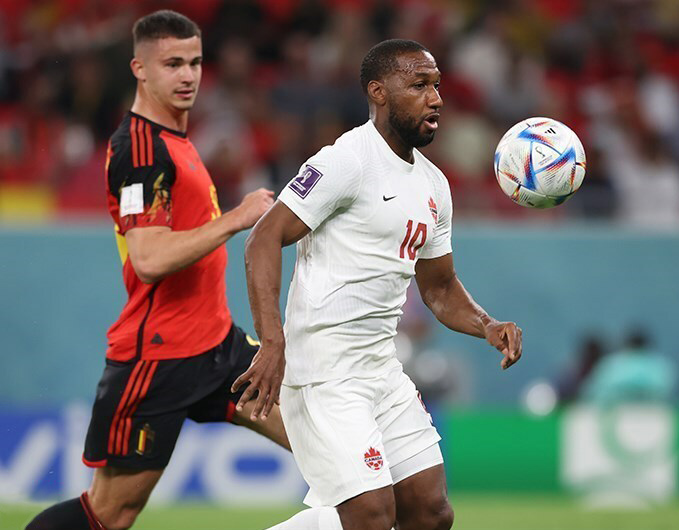
Leander Dendoncker en de Canadese speler David Hoilett op het WK 2022 in Qatar

Door de Covid-19 pandemie werd het EK 2020 pas in de zomer van 2021 gespeeld. Dendoncker kwam in drie van de vijf gespeelde wedstrijden van België in actie. In de eerste wedstrijd tegen Rusland (3 – 0) en de tweede wedstrijd tegen Denemarken (1 – 2) stond hij in de basis. In de achtste finale tegen Portugal (1 – 0) viel hij in minuut 95 in voor Thorgan Hazard.
Op 8 juni 2022 scoorde Dendocker zijn eerste doelpunt voor de Rode Duivels. In een wedstrijd tegen Polen in de UEFA Nations League werd het 6-1. Dendoncker poeierde met een afstandschot de 5-1 binnen.

#### WK 2022 Qatar
Dendoncker was opgenomen in de selectie voor het wereldkampioenschap in Qatar. Hij speelde er twee van de drie wedstrijden van België dat werd uitgeschakeld in de groepsfase.

## Interlands
| Interlands van Leander Dendoncker | Interlands van Leander Dendoncker | Interlands van Leander Dendoncker | Interlands van Leander Dendoncker | Interlands van Leander Dendoncker | Interlands van Leander Dendoncker |
| №                                 | Datum                             | Wedstrijd                         | Uitslag                           | Soort Wedstrijd                   | Doelpunten                        |
| Als speler bij RSC Anderlecht     | Als speler bij RSC Anderlecht     | Als speler bij RSC Anderlecht     | Als speler bij RSC Anderlecht     | Als speler bij RSC Anderlecht     | Als speler bij RSC Anderlecht     |
| --------------------------------- | --------------------------------- | --------------------------------- | --------------------------------- | --------------------------------- | --------------------------------- |
| 1.                                | 7 juni 2015                       | Frankrijk – België                | 3 – 4                             | Vriendschappelijk                 | -                                 |
| 2.                                | 13 november 2016                  | België - Estland                  | 8 – 1                             | Kwalificatie WK 2018              | -                                 |
| 3.                                | 3 september 2017                  | Griekenland – België              | 1 – 2                             | Kwalificatie WK 2018              | -                                 |
| 4.                                | 7 oktober 2017                    | Bosnië en Herzegovina – België    | 3 – 4                             | Kwalificatie WK 2018              | -                                 |
| 5.                                | 11 juni 2018                      | België – Costa Rica               | 4 – 1                             | Vriendschappelijk                 | -                                 |
| 6.                                | 28 juni 2018                      | Engeland – België                 | 0 – 1                             | WK voetbal 2018                   | -                                 |
| Als speler bij Wolverhampton      |                                   |                                   |                                   |                                   |                                   |
| 7.                                | 21 maart 2019                     | België – Rusland                  | 3 – 1                             | Kwalificatie EK 2020              | -                                 |
| 8.                                | 24 maart 2019                     | Cyprus – België                   | 0 – 2                             | Kwalificatie EK 2020              | -                                 |
| 9.                                | 9 september 2019                  | Schotland – België                | 0 – 4                             | Kwalificatie EK 2020              | -                                 |
| 10.                               | 8 oktober 2020                    | België – Ivoorkust                | 1 – 1                             | Vriendschappelijk                 | -                                 |
| 11.                               | 11 november 2020                  | België – Zwitserland              | 2 – 1                             | Vriendschappelijk                 | -                                 |
| 12.                               | 18 november 2020                  | België – Denemarken               | 4 – 2                             | UEFA Nations League 2020/21       | -                                 |
| 13.                               | 24 maart 2021                     | België – Wales                    | 3 – 1                             | Kwalificatie WK 2022              | -                                 |
| 14.                               | 27 maart 2021                     | Tsjechië – België                 | 1 – 1                             | Kwalificatie WK 2022              | -                                 |
| 15.                               | 30 maart 2021                     | België – Wit-Rusland              | 8 – 0                             | Kwalificatie WK 2022              | -                                 |
| 16.                               | 3 juni 2021                       | België – Griekenland              | 1 – 1                             | Vriendschappelijk                 | -                                 |
| 17.                               | 6 juni 2021                       | België – Kroatië                  | 1 – 0                             | Vriendschappelijk                 | -                                 |
| 18.                               | 12 juni 2021                      | België - Rusland                  | 3 – 0                             | EK 2020 groepsfase                | -                                 |
| 19.                               | 17 juni 2021                      | Denemarken - België               | 1 – 2                             | EK 2020 groepsfase                | -                                 |
| 20.                               | 27 juni 2021                      | België - Portugal                 | 1 – 0                             | EK 2020 achtste finale            | -                                 |
| 21.                               | 2 september 2021                  | Estland - België                  | 2 – 5                             | Kwalificatie WK 2022              | -                                 |
| 22.                               | 5 september 2021                  | België − Tsjechië                 | 3 – 0                             | Kwalificatie WK 2022              | -                                 |
| 23.                               | 8 september 2021                  | Wit-Rusland − België              | 0 – 1                             | Kwalificatie WK 2022              | -                                 |
| 24.                               | 16 november 2021                  | Wales - België                    | 1 – 1                             | Kwalificatie WK 2022              | -                                 |
| 25.                               | 26 maart 2022                     | Ierland – België                  | 2 – 2                             | Vriendschappelijk                 | -                                 |
| 26.                               | 29 maart 2022                     | België – Burkina Faso             | 3 – 0                             | Vriendschappelijk                 | –                                 |
| 27.                               | 8 juni 2022                       | België – Polen                    | 6 – 1                             | UEFA Nations League 2022/23       | 83'                               |
| 28.                               | 11 juni 2022                      | Wales - België                    | 1 – 1                             | UEFA Nations League 2022/23       | -                                 |
| 29.                               | 14 juni 2022                      | Polen – België                    | 0 – 1                             | UEFA Nations League 2022/23       | -                                 |
| Als speler bij Aston Villa        |                                   |                                   |                                   |                                   |                                   |
| 30.                               | 23 november 2022                  | België – Canada                   | 1 – 0                             | WK 2022 groepsfase                | -                                 |
| 31.                               | 1 december 2022                   | Kroatië – België                  | 0 – 0                             | WK 2022 groepsfase                | -                                 |
| 32.                               | 17 juni 2023                      | België – Oostenrijk               | 1 – 1                             | Kwalificatie EK 2024              | -                                 |
| Totaal                            | Totaal                            | Totaal                            | Totaal                            | Totaal                            | 1                                 |

Bijgewerkt t/m 17 juni 2023

## Erelijst
| Kampioen België    | 2x | 2013/14, 2016/17 |
| Belgische Supercup | 3x | 2013, 2014, 2017 |

| Competitie                  | Winnaar | Winnaar | Runner-up | Runner-up | Derde  | Derde  |
| Competitie                  | Aantal  | Jaren   | Aantal    | Jaren     | Aantal | Jaren  |
| België                      | België  | België  | België    | België    | België | België |
| --------------------------- | ------- | ------- | --------- | --------- | ------ | ------ |
| Wereldkampioenschap voetbal |         |         |           |           | 1x     | 2018   |

## Privé
Zijn jongere broer Lars Dendoncker is een voormalig profvoetballer. Tot medio 2022 stond hij onder contract bij het Engelse Brighton & Hove Albion FC.